# Тростянец (Ямпольский район)
Тростяне́ц (укр. Тростянець) — село на Украине, находится в Ямпольском районе Винницкой области.
Код КОАТУУ — 0525686601. Население по переписи 2001 года составляет 1545 человек. Почтовый индекс — 24520. Телефонный код — 4344.
Занимает площадь 3,91 км².

## Адрес местного совета
24520, Винницкая область, Ямпольский р-н, с. Тростянец, ул. Центральная, 12